# 綾崎隼
綾崎 隼（あやさき しゅん、1981年2月 – ）は、日本の男性小説家。新潟県新潟市出身。
2009年、『夏恋時雨』で第16回電撃小説大賞選考委員奨励賞を受賞し、『蒼空時雨』に改題して2010年メディアワークス文庫よりデビューした。

## 作風
優しく美しい物語等と評され、作者ブログなどでも、そのような感想が多く寄せられる。筆者本人がサッカーを趣味としており、登場人物の趣味などにすることがある。
恋愛を主題としながらも、全編に伏線を張り巡らせたミステリー的な要素を含む作品が多く、広告媒体では『恋愛ミステリー』などの表現で紹介される。
長編シリーズでは新潟の（架空の）名家「舞原家」や「千桜家」を中心とした物語が紡がれることが多く、作品間に幾つかのリンクが存在している。しかし物語は独立しており、登場人物もはほとんど一致せず、作中時期も異なる場合が多い。
近年は、本格ミステリ、ＳＦ、スポーツ小説など様々なジャンルを執筆している。

## 作品リスト

### 単行本

#### 花鳥風月シリーズ
イラスト：ワカマツカオリ
- 蒼空時雨（2010年1月 メディアワークス文庫） - 第16回電撃小説大賞（2009年）選考委員奨励賞受賞作。2011年7月トライフルエンターテインメントにより舞台化。
- 初恋彗星（2010年5月 メディアワークス文庫）
- 永遠虹路（2010年7月 メディアワークス文庫）
- 吐息雪色（2010年11月 メディアワークス文庫） - 2012年12月トライフルエンターテインメントにより舞台化。
- 陽炎太陽（2013年5月 メディアワークス文庫）
- 風歌封想（2016年7月 メディアワークス文庫）
- 旋律月下（2020年3月 メディアワークス文庫）

#### ノーブルチルドレンシリーズ
全6巻 イラスト：ワカマツカオリ
- ノーブルチルドレンの残酷（2011年6月 メディアワークス文庫）
- ノーブルチルドレンの告別（2011年8月 メディアワークス文庫）
- ノーブルチルドレンの断罪（2012年4月 メディアワークス文庫）
- ノーブルチルドレンの愛情（2012年8月 メディアワークス文庫）
- ノーブルチルドレンの追想（2013年10月 メディアワークス文庫）- 短編集
- ノーブルチルドレンの初恋（2018年12月 メディアワークス文庫）

#### レッドスワンサーガ
イラスト：ワカマツカオリ
- レッドスワンの絶命（2015年3月 KADOKAWA）
  - 【改題】レッドスワンの絶命 赤羽高校サッカー部（2018年6月 メディアワークス文庫）
- レッドスワンの星冠（2015年7月 KADOKAWA）
  - 【改題】レッドスワンの星冠 赤羽高校サッカー部（2018年7月 メディアワークス文庫）
- レッドスワンの奏鳴（2016年1月 KADOKAWA）
  - 【改題】レッドスワンの奏鳴 赤羽高校サッカー部（2018年8月 メディアワークス文庫）
- レッドスワンの飛翔 赤羽高校サッカー部（2018年9月 メディアワークス文庫）
- レッドスワンの混沌 赤羽高校サッカー部（2020年10月 メディアワークス文庫）
- レッドスワンの死闘 赤羽高校サッカー部（2020年11月 メディアワークス文庫）
- 青の誓約 市条高校サッカー部（2018年5月 KADOKAWA）
  - 【改題】セレストブルーの誓約 市条高校サッカー部（2021年7月 メディアワークス文庫）

#### 君と時計シリーズ
イラスト：pomodorosa
- 君と時計と嘘の塔 第一幕（2015年11月 講談社タイガ）
- 君と時計と塔の雨 第二幕（2016年2月 講談社タイガ）
- 君と時計と雨の雛 第三幕（2016年5月 講談社タイガ）
- 君と時計と雛の嘘 第四幕（2016年10月 講談社タイガ）

#### 静鈴荘シリーズ
イラスト：ワカマツカオリ
- 世界で一番かわいそうな私たち 第一幕（2019年1月 講談社タイガ）
- 世界で一番かわいそうな私たち 第二幕（2019年3月 講談社タイガ）
- 世界で一番かわいそうな私たち 第三幕（2019年5月 講談社タイガ）

#### その他
- INNOCENT DESPERADO（2012年2月 メディアワークス文庫） - トイズファクトリー秋赤音（画）とのコラボレーション企画
- 命の後で咲いた花（2013年1月 アスキー・メディアワークス / 2017年1月 メディアワークス文庫）イラスト：ワカマツカオリ
- 赤と灰色のサクリファイス（2014年2月 メディアワークス文庫）イラスト：ワカマツカオリ
- 青と無色のサクリファイス（2014年3月 メディアワークス文庫） - 「赤と灰色のサクリファイス」と上下巻構成
- 未来線上のアリア（2014年8月 メディアワークス文庫）イラスト：藍山すけし
- 君を描けば嘘になる（2018年1月 KADOKAWA / 2021年7月 角川文庫）イラスト：青依青
- 盤上に君はもういない（2020年9月 KADOKAWA）
- 死にたがりの君に贈る物語（2021年5月 ポプラ社 / 2024年3月ポプラ文庫）イラスト：orie
- ぼくらに嘘がひとつだけ（2022年7月 文藝春秋）
- それを世界と言うんだね　空を落ちて、君と出会う（2023年3月 ポプラ社）
- それを世界と言うんだね（2023年3月 ポプラキミノベル）
- この銀盤を君と跳ぶ（2023年12月 KADOKAWA）
- 冷たい恋と雪の密室（2024年10月 ポプラ社）

### その他の短編作品
アンソロジー収録作品
- 「向日葵ラプソディ」 - 『19―ナインティーン―』（2010年12月 メディアワークス文庫）
- 「時の館のエトワール」 - 『謎の館へようこそ 黒 新本格30周年記念アンソロジー』（2017年10月 講談社タイガ）
- 「酒と泪と肴とサッカー」 - 『夜更けのおつまみ』（2020年3月5日 ポプラ社）
- 「はじめてのサイン会」 - 『超短編！ 大どんでん返し Special』（2023年12月11日 小学館）
- 「十五年後もお互い独身だったら結婚しようねと約束した二人の物語」 - 『君に贈る15ページ』（2024年12月25日 メディアワークス文庫）
- 「女の戰い」 - 『もの語る一手』（2025年4月9日 講談社）

雑誌掲載作品
- 「antinotice」 - 『電撃文庫MAGAZINE』Vol.21（2011年8月10日）
- 「花弁」 - 『電撃文庫MAGAZINE』Vol.22（2011年10月10日）
- 「Flashback」 - 『電撃文庫MAGAZINE』Vol.23（2011年12月10日）
  - 上記三つは、「二人で書（描）いてみた」(秋赤音（画）とのコラボレーション企画）※『INNOCENT DESPERADO』に収録。
- 勇気の戦場 - 『小説現代』2018年7月号

その他WEB連載など
- 電撃×ローチケHMV「連載小説『青の誓約 市条高校サッカー部』」
  - 異世界サッカー革命（2017年12月）
  - 夢見る頃は過ぎましたので（2018年1月）
  - 二人きりの椅子取りゲーム（2018年2月）
  - 青の誓約（2018年3月）

### コミカライズ
- ノーブルチルドレンの残酷（2013年1月 - 2013年10月 シルフコミックス 全2巻） - 作画：幹本ヤエ
- 君と時計と嘘の塔（2016年10月 - 2017年8月 ARIAコミックス 全3巻） - 漫画：西ノ木はら